# Helsdon Reef
Helsdon Reef är ett rev på Stora barriärrevet i Australien.   Det ligger cirka 60 km NNO ost Cooktown i delstaten Queensland.